# Still Trappin’
«Still Trappin’» — шестая совместная песня американских рэперов Lil Durk и King Von, выпущенная 24 декабря 2020 года как шестой трек с шестого студийного альбома Дёрка The Voice. «Still Trappin’» была названа рецензентами «угрожающей», «зловещей», в ней подробно описывается гангстерская жизнь.

## Предыстория
Lil Durk и King Von являлись близкими друзьями. Это шестая их совместная песня, до этого они сотрудничали на «Crazy Story 2.0», «Twin Nem», «All These Niggas», «Baguette’s» и «Down Me». После смерти King Von Lil Durk выпустил альбом The Voice, посвящённый ему, куда также входит «Still Trappin’».

## Описание
В песне King Von исполняет припев и один из двух куплетов. Издание Uproxx и The Fader описали трек как «безжалостный», «полный угроз и хвастовства». lab.fm и Hypebeast назвали песню «угрожающей», в то время как Contactmusic.com признаёт её «зловещей»: «Песня имеет мрачное течение, записанное тяжёлым басовым пианино вдобавок к вокальному спаррингу».

## Оценки критиков
Росс Дуайер из Hypebast сказал: «Выдающиеся строчки включают остроумные шутки Von о его связях с картелем и мрачно-юмористическое увещевание Дёрка о том, что его подруги носят электрошокеры». Издание Allmusic написало, что «„Still Trappin'“ — это жёсткая стальная композиция с мощным басом, скелетонизированными барабанами и кое-чем ещё. Мощные куплеты Lil Durk и King Von идеально сочетаются с грубым инструменталом и придают песне энергию, которая выделяется среди остальной части альбома». Contactmusic.com положительно отозвался о песне: «Ограниченное использование чего-либо, кроме вокала и клавишных, доставляет удовольствие, создавая трек, который выделяется среди многих других на The Voice из-за его индивидуальности. Лирическое содержание прекрасно проявляется через музыку, темы, которые затрагивает Lil Durk: наркотики, зависимость, тюрьма и заказные убийства не лёгкие и одноразовые. „Still Trappin“ имеет почти кинематографическое ощущение, когда слушается в отрыве от довольно беспричинного видео». Регина Чо из Revolt отметила, что «Дёрк скользит в такт лирическим куплетом». Делая рецензию на The Voice, Том Брейхан из Stereogum выделил этот трек: «Меня альбом по-настоящему бьёт электричеством только на „Still Trappin“ — песне, в которой появляется покойный King Von, и где Дёрк действительно читает рэп, а не напевает блюз».

## Видеоклип
Официальный видеоклип был снят CrownSoHeavy и выпущен 7 января 2021 года. В «мрачном, окрашенном в синий цвет» видео не фигурирует King Von, поскольку оно было снято после его смерти. Lil Durk исполняет как припев Дэйвона, так и свой собственный куплет, в то время как он и его друзья устраивают вечеринку в студии. Джордан Дарвилл из The Fader сказал: «Они веселятся, но никогда не возникает ощущения, что они пытаются избежать трагедии, окружающей песню». В видео фигурирует куртка с большим портретом King Von, нанесённым аэрографом на спину. Клип заканчивается хэштегом #DoIt4Von.

## Чарты

### Еженедельные чарты
| Чарт (2020–2021)                      | Высшая позиция |
| ------------------------------------- | -------------- |
| Мир (Billboard Global 200)            | 93             |
| Канада (Billboard Canadian Hot 100)   | 77             |
| Новая Зеландия (RMNZ)                 | 12             |
| США (Billboard Hot 100)               | 53             |
| США (Billboard Hot R&B/Hip-Hop Songs) | 15             |
| США (Rolling Stone Top 100)           | 24             |

### Итоговые годовые чарты
| Чарт (2021)                           | Позиция |
| ------------------------------------- | ------- |
| США (Billboard Hot R&B/Hip-Hop Songs) | 77      |